# 梦莲湖

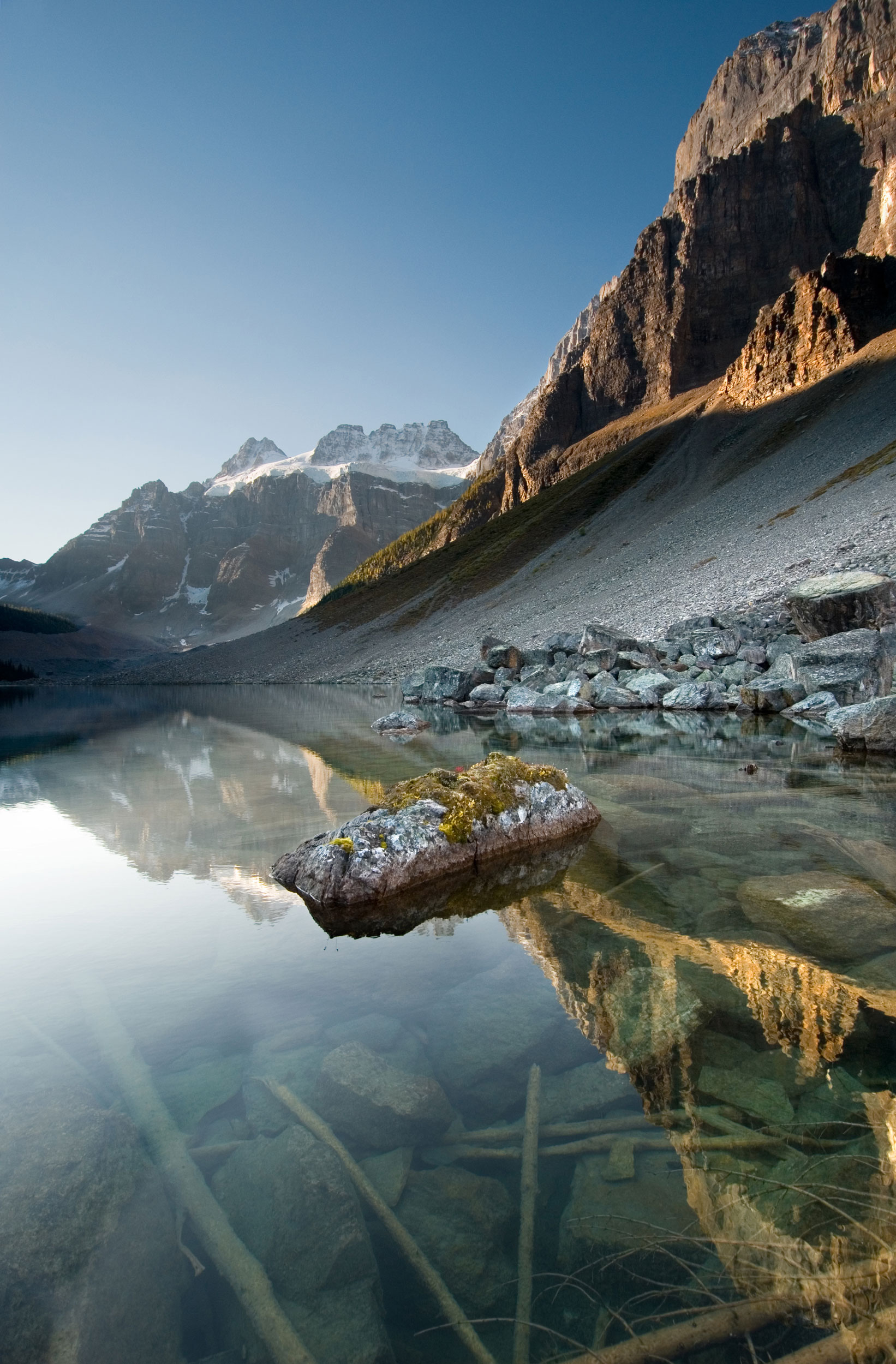
梦莲湖上方的下康瑟莱逊湖(Consolation Lake)

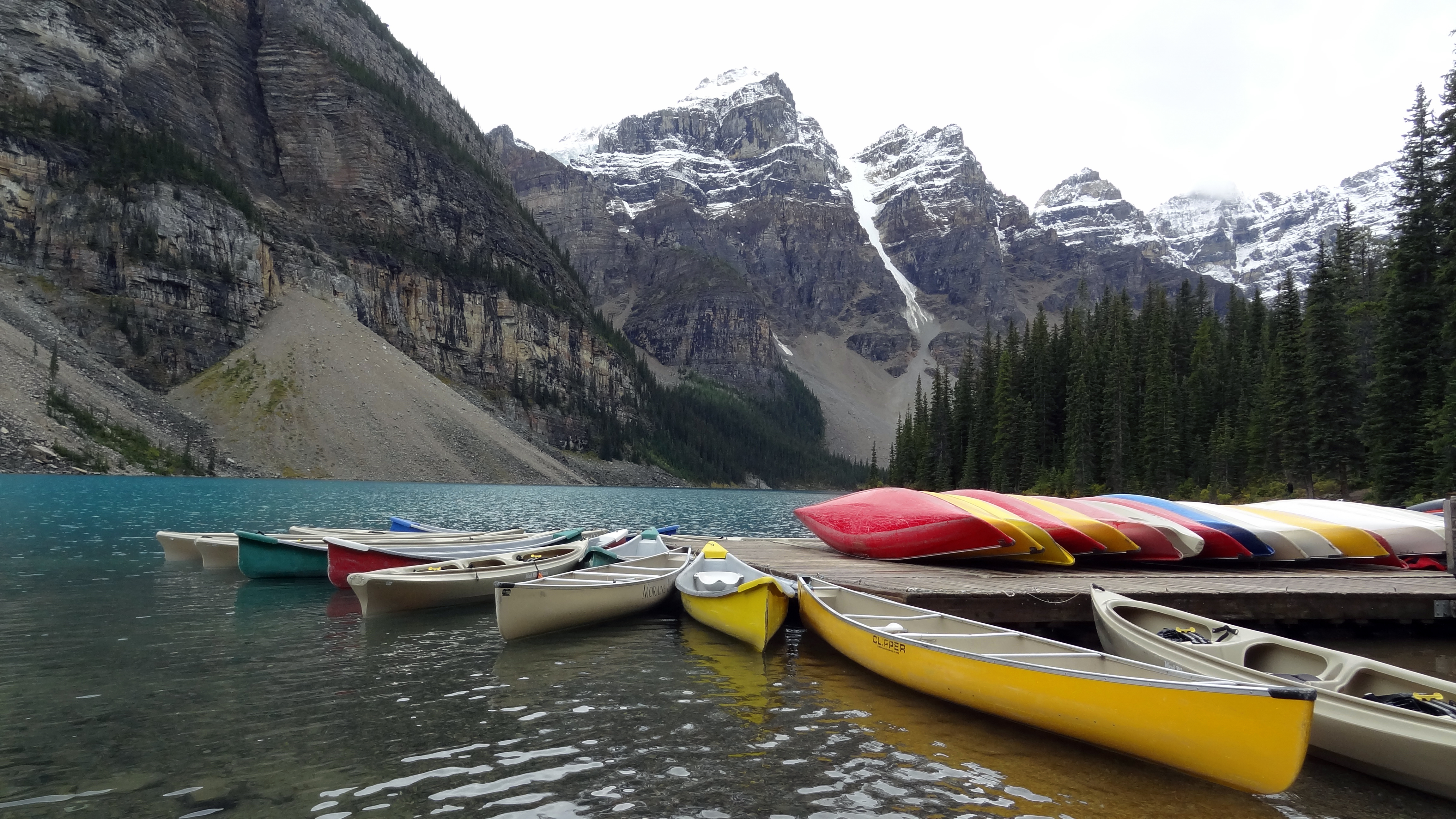
独木舟码头

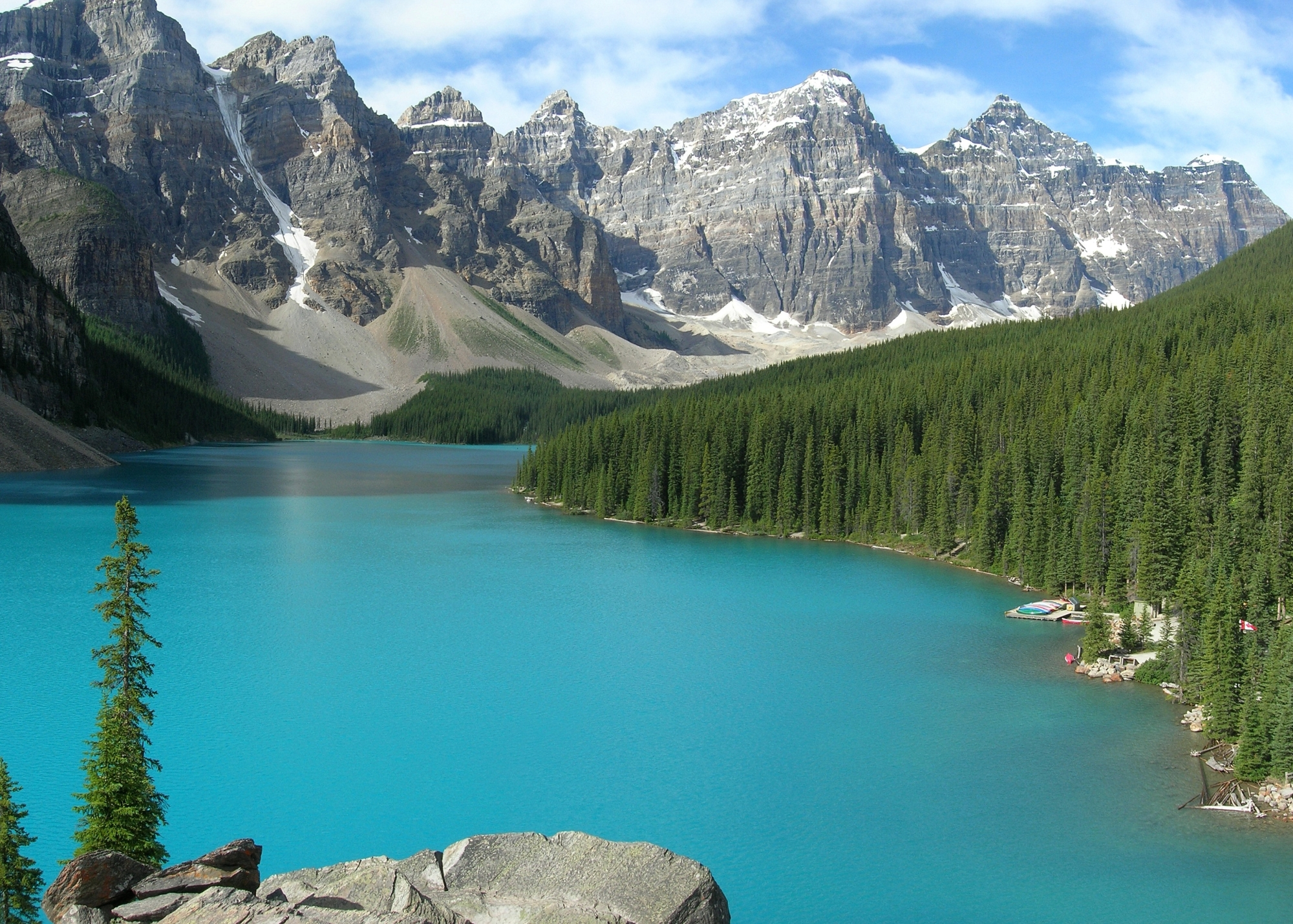
湖的蓝绿色是由于冰川岩粉

梦莲湖（英語：Moraine Lake）是加拿大亚伯达省班夫国家公园的一个冰川湖，距路易斯湖14公里。它位于十峰山谷下，海拔高度为1,884米，湖泊面积为0.5平方公里。
由于梦莲湖是一个冰川湖，因此只有到每年六月中旬至下旬，湖水才到达最高线，折射沉积的岩粉，呈现出美丽的蓝绿色。

## 旅游

### 健行路径
梦莲湖的周边有好几条健行小径，由于灰熊的活动，这些路线经常变更。加拿大公园管理局负责提供最新的路线以及限制情况。
岩石堆小径（Rockpile Trail）长约300米，24米的高度变化，是最轻松、也是最受大家欢迎的徒步路线。岩石堆顶部是欣赏梦莲湖景色最佳位置之一。梦莲湖被采用为1969年和1979年发行的加拿大20加元纸币背面图案。
康瑟莱逊湖小径（Consolation Lake Trail）长约3公里，90米的高度变化。抵达康瑟莱逊湖后可继续向前，但没有明确的路径标示。

### 登山路线
从梦莲湖Perren路线攀登，尼尔·科尔根小屋可在8~12小时抵达。

## 出版
梦莲湖的图像世界闻名，出现在许多地方，包括：
- 1969年和1979年发行的加拿大20加元纸币背面图案
- Google Android操作系统背景图片主预览图片之一
- 伯纳德·乐嘉利宝（Bernard Callebaut）印刷广告
- 黑莓公司黑莓手机珍珠系列（Blackberry Pearl）背景之一
- Palm公司Palm Pre智能型手机背景之一
- 微软Windows 7操作系统"加拿大"系列背景之一
- 微软Windows 7操作系统"冬天"系列背景之一
- 微软Bing网络搜索引擎2009年10月13日、2013年10月2日与2014年9月10日首页
- 国家地理Travel 365，2013年10月8日今日图片
- 视频游戏《最后生还者》游戏男主角乔尔（Joel）德州家乡的照片

## 相片集

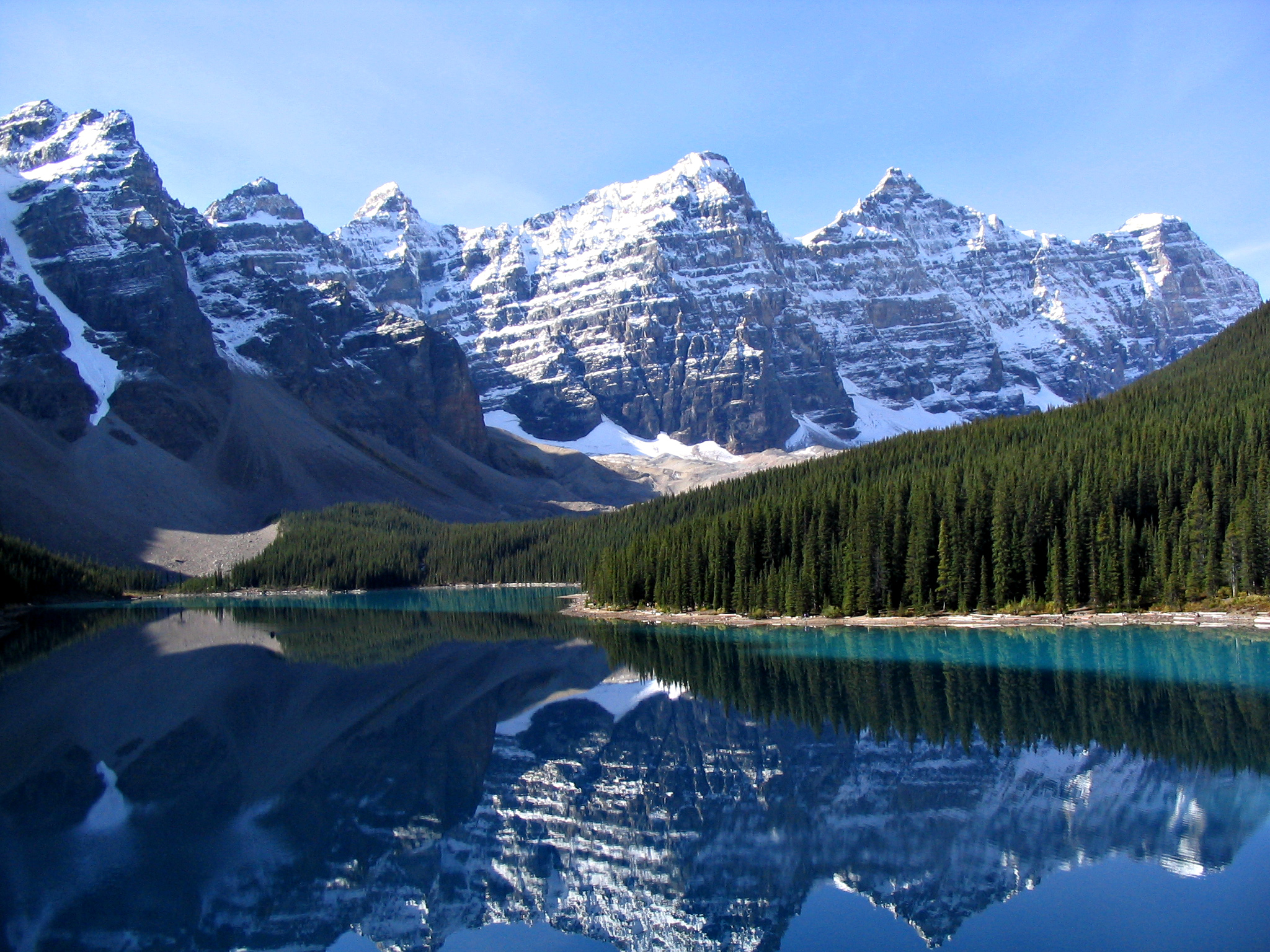
梦莲湖
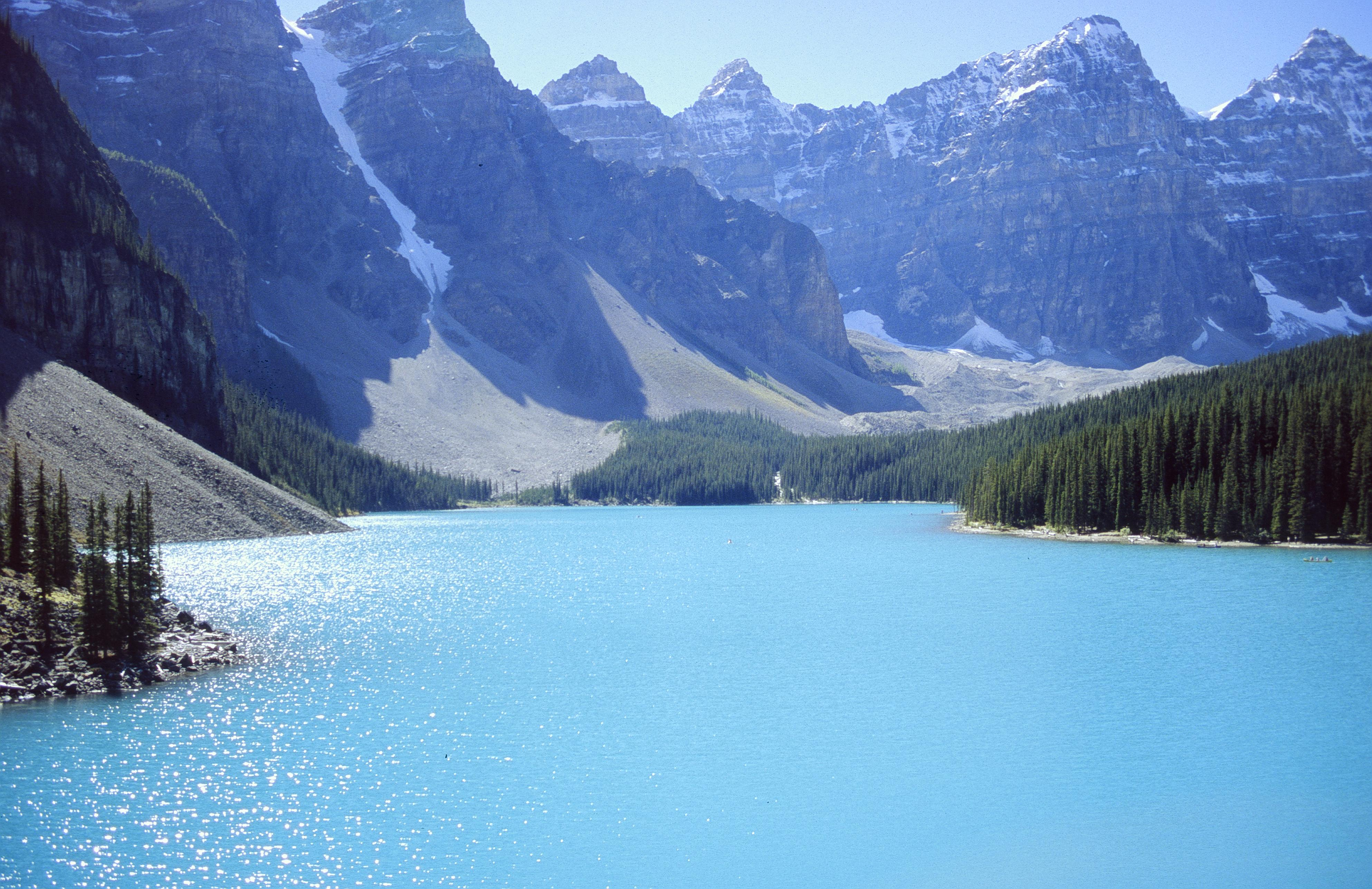
梦莲湖
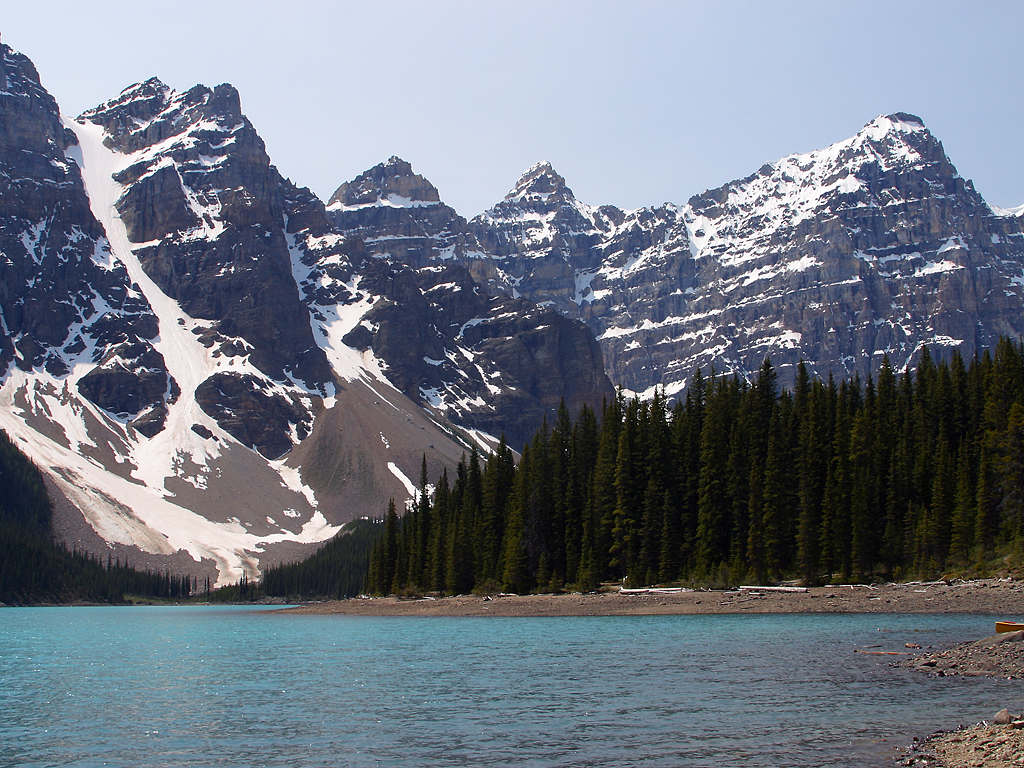
梦莲湖
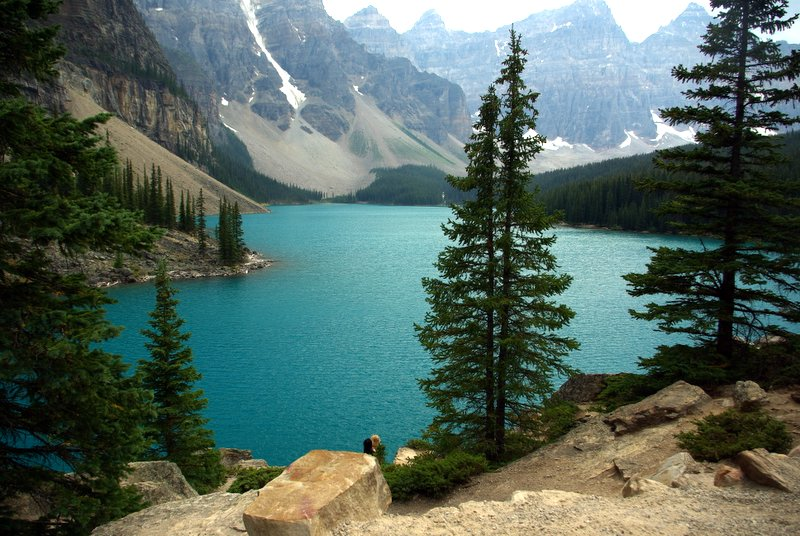
湖水折射沉积的岩粉，呈现出美丽的蓝绿色